# Hạnh nguyện Bồ tát

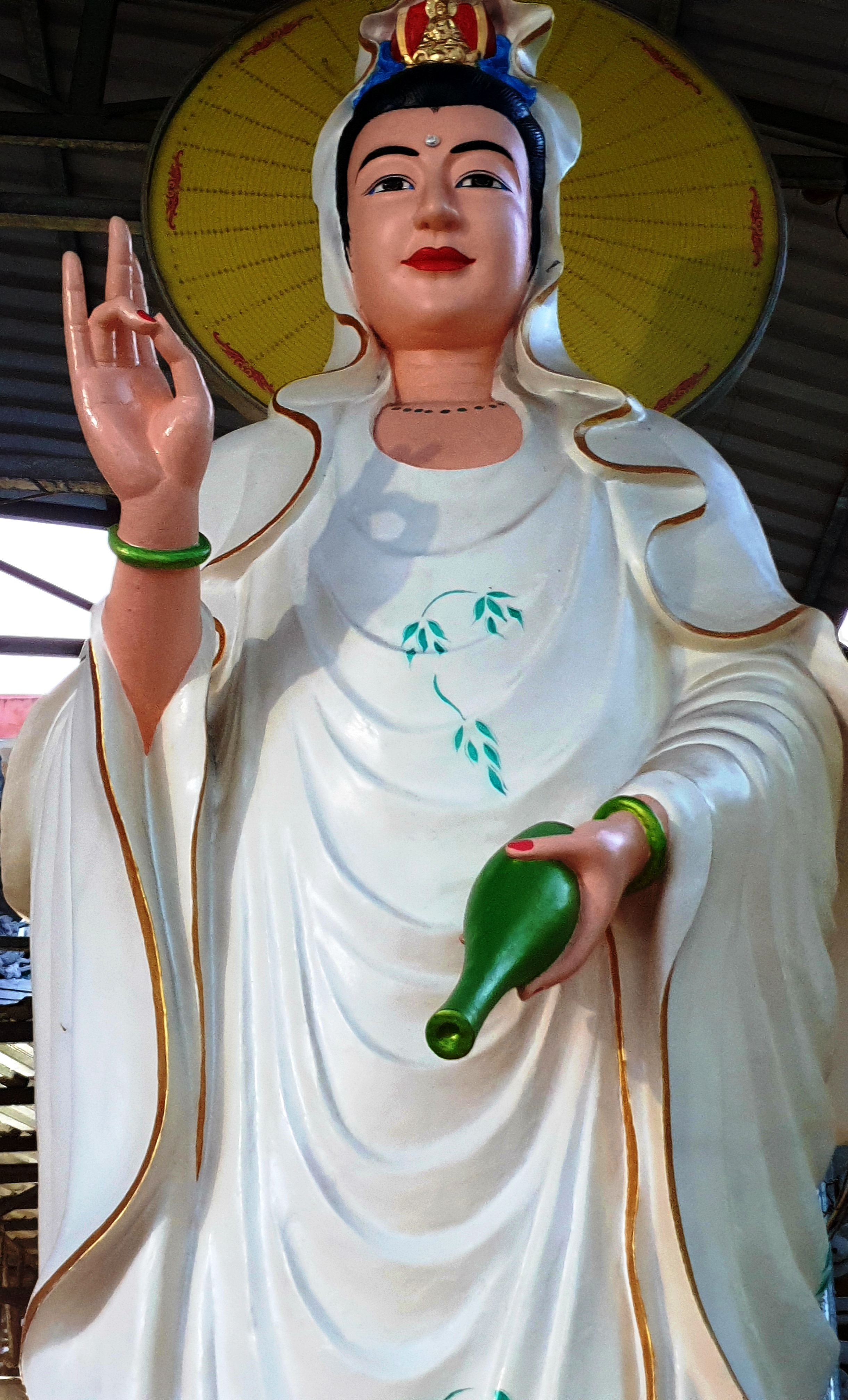
Quan Âm Bồ tát ở chùa Hạnh Nguyện

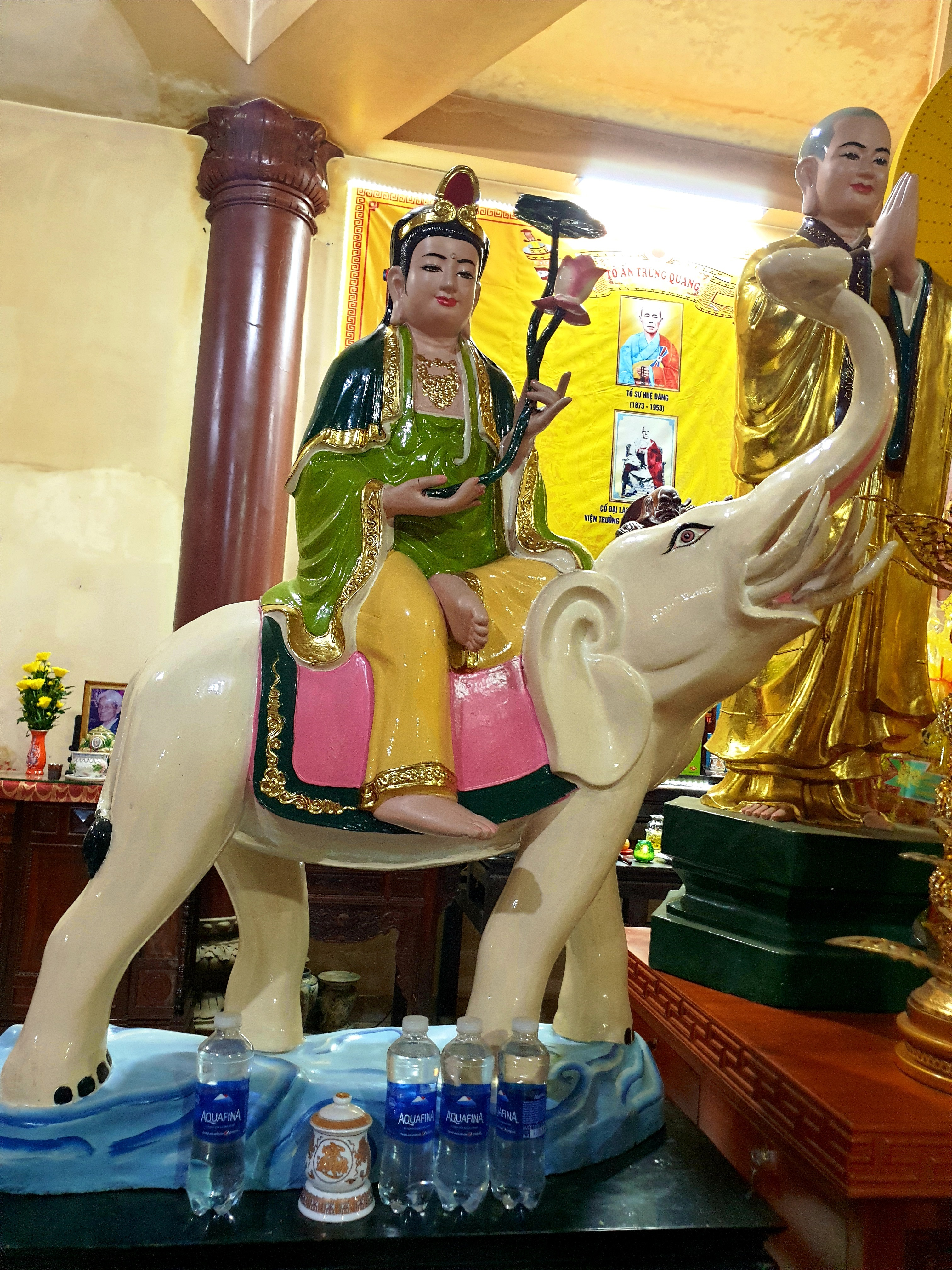
Bồ tát Phổ Hiền ở chùa Hạnh Nguyện

Hạnh nguyện Bồ tát (Bodhisattva vow) là một lời nguyện (tiếng Phạn: Praṇidhāna, nghĩa đen là nguyện vọng hoặc quyết tâm hay tâm nguyện) được được một số Phật tử Đại thừa (Mahāyāna) phát tâm thực hiện để đạt được Phật quả trọn vẹn vì lợi ích của tất cả chúng sinh. Người đã thực hiện lời nguyện này về danh được gọi là Bồ tát (một chúng sinh đang hướng tới Phật quả). Điều này có thể được thực hiện bằng cách tôn kính tất cả các vị Phật và bằng cách trau dồi sự hoàn thiện về đạo đức và tâm linh, để phụng sự người khác. Đặc biệt, các vị Bồ tát hứa sẽ thực hành Sáu điều Ba-la-mật đa gồm bố thí, trì giới, nhẫn nhục, tinh tấn, định tâm và trí huệ để đắc thành chánh quả Bồ-đề tâm của họ là đạt được quả vị Phật vì lợi ích của tất cả chúng sinh. Lời phát nguyện thường được thực hiện trong bối cảnh nghi lễ Phật giáo, được một hoà thượng đạo hạnh, sư phụ, hoặc đạo sư chứng đắc.

## Lời nguyện
Mười nguyện lớn của Bồ tát Phổ Hiền gồm:
- Một, Lễ kính chư Phật.
- Hai, Xưng tán Như Lai.
- Ba, Rộng tu cúng dường.
- Bốn, Sám hối nghiệp chướng.
- Năm, Tùy hỷ công đức.
- Sáu, Thỉnh chuyển pháp luân.
- Bảy, Thỉnh Phật trụ thế.
- Tám, Thường theo học Phật.
- Chín, Hằng thuận chúng sanh.
- Mười, Cùng hồi hướng đến tất cả.

Các lời nguyện của Phật Dược Sư:
- Phát hào quang chiếu sáng mọi chúng sinh.
- Cho chúng sinh biết đến Nhất thiết trí của mình.
- Cho chúng sinh thực hiện được ước nguyện.
- Hướng dẫn chúng sinh đi trên đường Đại thừa.
- Giúp chúng sinh giữ giới hạnh.
- Giúp chúng sinh chữa lành các thứ bệnh do sáu giác quan sinh ra.
- Chữa bệnh thuộc về thân tâm cho mọi chúng sinh.
- Cho phụ nữ tái sinh trở thành nam giới.[5]
- Tránh cho chúng sinh khỏi rơi vào tà kiếp và giúp trở về chính đạo.
- Tránh cho chúng sinh khỏi tái sinh trong thời mạt pháp.
- Đem thức ăn cho người đói khát.
- Đem áo quần cho người rét mướt.

Tứ hoằng thệ nguyện (四弘誓願/The Four Encompassing Vows):
- Chúng sanh vô biên thệ nguyện độ (眾生無邊誓願度/Masses [of] creatures, without-bounds, [I/we] vow to save [them all]): Tức là Nguyện giải thoát vô số chúng sinh
- Phiền não vô tận thệ nguyện đoạn (煩惱無盡誓願斷/Anxiety [and] hate, [delusive-desires] inexhaustible, [I/we] vow to break [them all]): Tức là Nguyện đoạn tuyệt với vô vàn phiền não
- Pháp môn vô lượng thệ nguyện học (法門無量誓願學/Dharma gates beyond-measure [I/we] vow to learn [them all]): Tức là Nguyện tu học Phật pháp nhiều vô lượng
- Phật đạo vô thượng thệ nguyện thành (佛道無上誓願成/Buddha Way, unsurpassable, [I/we] vow to accomplish [it]): Tức là Nguyện đạt thành đạo vô thượng chánh đẳng chánh giác